# Bradina trispila
Bradina trispila is een vlinder uit de familie van de grasmotten (Crambidae), uit de onderfamilie van de Spilomelinae. De wetenschappelijke naam van deze soort is voor het eerst voorgesteld als Pleonectusa trispila door Edward Meyrick in een publicatie uit 1886.
De soort komt voor in Fiji.